# Max-Planck-Institut für ausländisches und internationales Privatrecht
Das Max-Planck-Institut für ausländisches und internationales Privatrecht (MPI-PRIV) in Hamburg ist ein Forschungsinstitut der Max-Planck-Gesellschaft. Das Institut betreibt rechtsvergleichende Grundlagenforschung auf den Gebieten des ausländischen und internationalen Privat-, Handels-, Wirtschafts- und Verfahrensrechts. Das Institut wurde 1926 in Berlin als Teil der Kaiser-Wilhelm-Gesellschaft gegründet, deren Nachfolger die Max-Planck-Gesellschaft ist. Ab 1944 war das Institut in Tübingen ansässig, 1956 erfolgte der Umzug nach Hamburg.

## Geschichte
1926 wurde das Kaiser-Wilhelm-Institut für ausländisches und internationales Privatrecht in Berlin gegründet, zu den ersten Aufgaben gehöre die Lösung von privatrechtlichen Fragen aus dem Versailler Vertrag. Direktor wurde Ernst Rabel. Das Institut befand sich zusammen mit dem Kaiser-Wilhelm-Institut für ausländisches öffentliches Recht und Völkerrecht im Berliner Stadtschloss (Portal 3).
Rabel wurde 1936 im Rahmen der Gleichschaltung des Instituts abgesetzt. Ab 1937 fungierte Ernst Heymann als neuer, den Intentionen der Nationalsozialisten genehme Direktor. 1944 wurde das Institut nach Tübingen evakuiert, wodurch die Bibliothek den Krieg ohne Schäden überstand. Heymann wurde 1946 als Institutsleiter von Hans Dölle abgelöst. 1949 wurde das Institut in die Nachfolgegesellschaft der Kaiser-Wilhelm-Gesellschaft, die Max-Planck-Gesellschaft, übernommen. 1956 zog das Institut von Tübingen nach Hamburg-Rotherbaum, unweit der Universität Hamburg und des Dammtorbahnhofs.
Das Institutsgebäude am Mittelweg wurde von 1954 bis 1956 erbaut. Das Grundstück am Mittelweg 183 bis 190 gehörte der Stiftung John Fontenay's Testament, von der es die Freie und Hansestadt Hamburg in Erbpacht nahm. Die Gebäude am Mittelweg 183 und 185 im nördlichen Teil des Grundstücks blieben erhalten und wurden unter Denkmalschutz gestellt. Die Gebäude im südlichen Teil wurden abgerissen und durch den Neubau für das Max-Planck-Institut ersetzt. 1963 übernahm Konrad Zweigert die Institutsleitung von Hans Dölle. 1976 feierte das Institut sein 50-jähriges Bestehen, Festredner war der damalige Bundesjustizminister Hans-Jochen Vogel.
In den 1970ern wurde das Gebäude am Mittelweg erweitert. Das Gebäude hat einen rechteckigen Grundriss mit einem großen Innenhof. 1979 gab Konrad Zweigert die Leitung ab, seitdem wird das Institut von einem Direktorium geleitet. Zu dieser Leitungsgruppe gehörten Ulrich Drobnig (1979 bis 1996), Hein Kötz (1979 bis 2000), Ernst-Joachim Mestmäcker (1979 bis 1994), Klaus Hopt (1995 bis 2008), Jürgen Basedow (1997 bis 2017), Reinhard Zimmermann (2002 bis 2022), Holger Fleischer (seit 2009), Ralf Michaels (seit 2019) und Anne Röthel (seit 2024).
Von 2005 bis 2006 wurde das Gebäude erneut erweitert. Dabei wurden die niedrigen Bauten, die bis dahin den südlichen Rand des Carrées bildeten, abgerissen. Der abgerissene Gebäudeteil wurde durch einen viergeschossigen Baukörper ersetzt. Der Neubau ist mit Kupfer verkleidet und hat eine Nutzfläche (BGF) von 3.500 m².

## Aufgaben und Publikationen, Netzwerke
Das Institut berät in- und ausländische Gesetzgeber wissenschaftlich, fördert den wissenschaftlichen Nachwuchs gemeinsam mit der Fakultät für Rechtswissenschaft der Universität Hamburg und ist ein Zentrum des internationalen wissenschaftlichen Austausches.
Im Rahmen des internationalen Privatrechts wird das Institut auf Anfrage deutscher Gerichte tätig, zum Beispiel bei grenzüberschreitenden Familiensachen.
Auf Initiative des MPI für Privatrecht und des Max-Planck-Instituts für Sozialrecht und Sozialpolitik findet in der Regel einmal im Jahr das „Forum für internationales Sportrecht“ statt.
Eine der größten Publikationen unter maßgeblicher Beteiligung das Instituts war die International Encyclopedia of Comparative Law (IECL), die ursprünglichen Herausgeber der Reihe waren die Institutsdirektoren Zweigert und Drobnig.
Das Institut veröffentlicht jährliche Tätigkeitsberichte, die auch online zugänglich sind.
Das Institut ist Mitglied des Netzwerks „Max Planck Law“, das die Kooperation zwischen den Doktoranden und Postdoktoranden der rechtswissenschaftlichen Max-Planck-Institute fördert sowie Austauschprogramme und Veranstaltungen zu Fachthemen und zur Karriereentwicklung anbietet.

## Bibliothek
Die Bibliothek des Instituts sammelt Literatur zum internationalen und allgemeinen Privatrecht aus aller Welt. Der Bestand umfasst über 500.000 Bände und über 2.000 laufend gehaltene Periodika. Das Institut verfügt damit nach der Harvard Law School über die weltweit größte Sammlung von Literatur zum internationalen und ausländischen Zivilrecht. Die Bibliothek ist ein reiner Präsenzbestand, es können keine Titel ausgeliehen werden. Die Bibliothek nimmt daher auch nicht aktiv am Leihverkehr der Bibliotheken teil. Sie dient vorrangig zu Forschungszwecken der am Institut beschäftigten Wissenschaftler. Eine Zulassung für Gäste ist nur in Ausnahmefällen und auf Antrag möglich. Die Bibliothek wird so auch ständig von ausländischen Gästen, wie Doktoranden und Habilitanden genutzt.